# برترین ترانه‌های پرطرفدار ۲ (آلبوم آبا)
برترین ترانه‌های پرطرفدار ۲ (انگلیسی: Greatest Hits Vol. 2) یک آلبوم گردآوری‌شده از ابرگروه سوئدی موسیقی پاپ آبا است که نخستین بار در ۲۹ اکتبر ۱۹۷۹  منتشر شد.

## فهرست ترانه‌ها
تمامی ترانه‌ها توسط بنی آندِشون و بیورن اولویوس نوشته‌شده، مگر آنهایی که نام دیگری برایشان ذکر شده‌است.
| روی اول | روی اول                                 | روی اول                                 | روی اول |
| شماره   | نام                                     | نویسنده(ها)                             | مدت     |
| ------- | --------------------------------------- | --------------------------------------- | ------- |
| ۱.      | «بده! بده! بده! (مردی را پس از نیمه‌شب)» |                                         | ۴:۴۹    |
| ۲.      | «شناختن خودم، شناختن تو»                | بنی آندِشون، استیگ آندِشون، بیورن اولویوس | ۴:۰۱    |
| ۳.      | «شانست را با من امتحان کن»              |                                         | ۴:۰۵    |
| ۴.      | «پول، پول، پول»                         |                                         | ۳:۰۶    |
| ۵.      | «سرخوشم کن»                             |                                         | ۳:۰۳    |
| ۶.      | «عقاب»                                  |                                         | ۵:۴۸    |
| ۷.      | «چشمان بی‌گناه زیبا»                     |                                         | ۴:۱۷    |

| رویِ دوم | رویِ دوم                   | رویِ دوم                                 | رویِ دوم |
| شماره   | نام                       | نویسنده(ها)                             | مدت     |
| ------- | ------------------------- | --------------------------------------- | ------- |
| ۱.      | «ملکه رقصان»              | بنی آندِشون، استیگ آندِشون، بیورن اولویوس | ۳:۴۸    |
| ۲.      | «مادرت می‌داند؟»           |                                         | ۳:۱۲    |
| ۳.      | «چیکیتیتا»                |                                         | ۵:۲۱    |
| ۴.      | «شهر شب تابستانی»         |                                         | ۳:۳۱    |
| ۵.      | «مانده‌ام که آیا»          | بنی آندِشون، استیگ آندِشون، بیورن اولویوس | ۴:۳۱    |
| ۶.      | «هدف اساسی»               | بنی آندِشون، استیگ آندِشون، بیورن اولویوس | ۴:۵۰    |
| ۷.      | «به‌خاطر موسیقی سپاسگزارم» |                                         | ۳:۴۷    |

## جداول موسیقی
| جدول (۱۹۸۱–۱۹۷۹)                                   | بالاترین رتبه |
| -------------------------------------------------- | ------------- |
| آلبوم‌های آرژانتین (کاپیف)                          | ۱             |
| آلبوم‌های استرالیا (گزارش موسیقی کنت)               | ۲۰            |
| آلبوم‌های اتریشی (آلبوم‌های او۳)                     | ۲             |
| آلبوم‌ها/سی‌دی‌های برتر کانادا (آرپی‌ام)               | ۱             |
| آلبوم‌های هلندی (جدول‌های هلند)                      | ۲             |
| آلبوم‌های فنلاند (جدول‌های رسمی فنلاند)              | ۴             |
| آلبوم‌های آلمانی (۱۰۰ آلبوم برتر رسمی)              | ۶             |
| آلبوم‌های اسرائیل (سازمان رادیو و تلویزیون اسرائیل) | ۴             |
| آلبوم‌های ژاپن (اوریکون)                            | ۲             |
| آلبوم‌های نیوزیلندی (آرام‌ان‌زد)                      | ۳             |
| آلبوم‌های نروژی (وی‌جی-لیستا)                        | ۲۵            |
| آلبوم‌های اسپانیا (تهیه‌کنندگان موسیقی اسپانیا)      | ۳             |
| آلبوم‌های سوئدی (برترین‌های سوئد)                    | ۲۰            |
| آلبوم‌های بریتانیا (شرکت جدول‌های رسمی)              | ۱             |
| بیلبورد ۲۰۰ ایالات متحده                           | ۴۶            |

| جدول (۱۹۸۰)                                | رتبه |
| ------------------------------------------ | ---- |
| آلبوم‌های اتریش (او۳ تاپ ۴۰ اتریش)          | ۳    |
| Canada Top آلبوم‌ها/سی‌دی‌های کانادا (آرپی‌ام) | ۲۶   |
| آلبوم‌های هلند (۱۰۰ آلبوم برتر هلند)        | ۲۵   |
| آلبوم‌های آلمان (رتبه‌بندی سرگرمی جی‌اف‌کی)    | ۵    |
| آلبوم‌های بریتانیا (اوسی‌سی)                 | ۱۷   |

## گواهینامه‌ها و فروش
| منطقه                                                              | گواهی  | واحد گواهی‌شده/فروش |
| ------------------------------------------------------------------ | ------ | ------------------ |
| استرالیا (آی‌اف‌پی‌آی استرالیا)                                       | پلاتین | ۵۰٬۰۰۰^            |
| فنلاند (موسیککیتواوتتایات)                                         | طلا    | ۲۵٬۰۰۰             |
| فرانسه                                                             | —      | ۱۰۰٬۰۰۰            |
| آلمان (بی‌وی‌ام‌آی)                                                   | پلاتین | ۵۰۰٬۰۰۰^           |
| هنگ کنگ (آی‌اف‌پی‌آی هنگ کنگ)                                         | طلا    | ۱۰٬۰۰۰*            |
| هلند (ان‌وی‌پی‌آی)                                                    | پلاتین | ۱۰۰٬۰۰۰^           |
| بریتانیا (بی‌پی‌آی)                                                  | پلاتین | ۱٬۰۰۰٬۰۰۰          |
| ایالات متحده (آرآی‌ای‌ای)                                            | طلا    | ۵۰۰٬۰۰۰^           |
| خلاصه‌ها                                                            |        |                    |
| سرتاسر جهان                                                        | —      | ۲٬۰۰۰٬۰۰۰          |
| * رقم فروش تنها بر پایهٔ گواهی‌ها. ^ رقم توزیع تنها بر پایهٔ گواهی‌ها. |        |                    |